# دير الحطب

دير الحطب هي قرية فلسطينية تتبع محافظة نابلس، ومن القرى التي وقعت في حرب 1967. تبعد عن محافظة نابلس مسافة 4 كيلو متر، وتقع القرية على ارتفاع 510 متر عن مستوى سطح البحر، وهي على إحداثي محلي شمالي (180.37م) وإحداثي محلي شرقي (180.43م). تبلغ مساحة قرية دير الحطب حوالي 11,464 دونما. يحدها من الشرق قرية بيت دجن، وقرية العقربانية وعزموط من الشمال، ونابلس من الغرب، وقرية سالم من الجنوب.

## التسمية
كانت تسمى ديارة الحطاب وسُميت نسبة لشخص كان يسكنها ما قبل العهد الروماني وكان يعمل حطابا ومن هنا أتى اسم القرية لتصبح دير الحطب، ولسبب آخر سميت بذلك لوجود أديرة قديمة كان سكنها مجموعة من الأشخاص المسيحيين وأطلقة عليها اسم دير الذهب، مما جعلها تتعرض لإعتداءات من قبل الللصوص وقطاعين الطرق، ظناً منهم بوجود ذهب في هذه المنطقة، فتمت تسميتها بدير الخشب لتجنب ذلك، وفيما بعد عُرفت بدير الحطب.

## التاريخ
كان هناك سكن بشريفي القرية خلال العصر الحديدي الثانيوقد تم العثور على قطع سيراميك من العصر البيزنطيوقد عثر حول مقام الشيخ أحمد على الكثير من الفخاريات التي تعود إلى العصر الأموي

### الحكم العثماني
في عام 1838، في العصر العثماني، أشار إدوارد روبنسون إلى دير الحطب كقرية في نفس المنطقة التي تقع فيها قريتا عزموط وسليموهي كلها قرى إسلامية كانت جزءًا من قضاء البيتاوي، شرقي نابلسوعندما زارها فيكتور جورين في عام 1870، وجد أن عدد سكان دير الحطب لا يتجاوز 100 نسمة، وأشار أيضًا إلى أن العديد من المنازل المتهالكة أظهرت أن القرية كانت أكثر أهمية في السابق، حيث كانت الصهاريج القديمة المحفورة في الصخر جافة، لذا كانت النساء يجلبن الماء من عين سالم.في عام 1882، وصف مسح مؤسسة أبحاث فلسطين لفلسطين الغربية بأنها قرية صغيرة، بها أشجار زيتون وبئر إلى الجنوب، وتقع على منحدر تل.

### الانتداب البريطاني
في تعداد فلسطين عام 1922، الذي أجرته سلطات الانتداب البريطاني، بلغ عدد سكان دير الحطب 234 نسمة، جميعهم مسلمونوارتفع في تعداد عام 1931 إلى 277 نسمة، جميعهم مسلمون أيضًا، بإجمالي 51 منزلًافي إحصاءات عام 1945، بلغ عدد سكان دير الحطب 370 نسمة، جميعهم مسلمونومساحتهم 11,532 دونمًا ، وفقًا لمسح رسمي للأراضي والسكانومن هذه المساحة، كانت 4 دونمات مزروعة بالحمضيات والموز، و679 دونماً مزروعة بالمزارع والأراضي المروية، و5172 دونماً مزروعة بالحبوبفي حين كانت 33 دونماً أراضٍ عمرانية حضرية.

### السيطرة الأردنية
وفي أعقاب الحرب العربية الإسرائيلية عام 1948، وبعد اتفاقيات الهدنة عام 1949، أصبحت دير الحطب تحت الحكم الأردني، وجد تعداد السكان الأردني لعام 1961 أن عدد السكان بلغ 481 نسمة.

### ما بعد عام 1967
منذ حرب الأيام الستة عام 1967، أصبحت قرية دير الحطب تحت الاحتلال الإسرائيلي. بلغ عدد سكان دير الحطب في تعداد عام 1967 الذي أجرته إسرائيل 543 نسمة، منهم 4 من أصل الأراضي الإسرائيلية في عام 1987، كان عدد سكان دير الحطب 1120 نسمة، بعد اتفاقيات عام 1995، تم تصنيف 42% من أراضي القرية كمنطقة ب، بينما تم تصنيف 58% المتبقية كمنطقة ج. ومنذ الاحتلال الإسرائيلي صادر الإسرائيليون 659 دونماً من أراضي القرية لصالح مستوطنة ألون موريه الإسرائيلية.

## السكان
بلغ عدد سكان القرية عام 1922، 232 نسمة، وفقاً لتعداد قد تم من قبل الإنتداب البريطاني، والمتمثل ببعض العائلات التي غادرت المنطقة، وبناءً على إحصائيات تمت عام 1945، التي قام بها سامي هداوي حيث زاد عدد سكان دير الحطب إلى 371 نسمة، وما أن بلغ عام 1987 حتى بلغ عدد السكان 1120 نسمة، وفي إحصاء التعداد السكاني والمساكن الذي نفذه الجهاز المركزي للإحصاء الفلسطيني عام 2007، بلغ عدد سكان القرية 2,179 نسمة، منهم 1,076 نسمة من الذكور، و 1,103 نسمة من الإناث، ويبلغ عدد الأسر 368 أسرة، وعدد الوحدات السكنية 430 وحدة فمنهم من أتى من غرب الأردن ومنهم من أتى بسبب الهجرات من حيفا وعكا وغيرها إلى ان استقروا في قرية دير الحطب. يعمل السكان في القرية في عدة قطاعات كالزراعة والتجارة وغيرها ولكن النسبة الأكبر من السكان تعمل في الداخل المحتل.

### العائلات
- عائلة حسين
- عائلة عمران
- عائلة عوده
- عائلة زامل
- عائلة اعمر
- عائلة شحاده
- عائلة الحج أسعد
- عائلة عثمان
- عائلة مشعطي

## المؤسسات والخدمات
لا يوجد في القرية مؤسسات حكومية، ولكن يوجد مؤسسات مجتمعية محلية، كالمجلس القروي الذي تأسس عام 1994، وتم ترخيصه من قبل وزارة الحكم المحلي، لتقديم الخدمات العامة وخدمات البنية التحتية للسكان في القرية، وجمعية دير الحطب الخيرية التي تأسست عام 2004 من قبل وزارة الشؤون الاجتماعية لتقديم الخدمات الطبية وغيره للسكان.
يوجد في القرية بعض المرافق الصحية، كمركز مسقط الصحي الحكومي، ومختبر تحاليل طبية حكومي ، وصيدلية خاصة، ويتوجه المواطنون إلى مستشفى لافيديا في نابلس عند عدم توفر الخدمات الصحية اللازمة في دير الطب، حيث يبعد المستشفى عن القرية حوالي 5 كم.
ويوجد في القرية مدرستين حكوميتين تتبع لوزارة التربية والتعليم الفلسطينة، ويوجد مدرسة خاصة للأطفال، ومن المشاكل المتعلقة بقطاع التعليم في القرية في ظل وجود الاحتلال الإسرائيلي، قرب مدرسة دير الحطب الثانوية للبنات من شارع مستوطنة ألون موريه الالتفافي وعدم وجود جدار يحيط بها لحماية الطالبات.
يوجد في القرية مسجد عمر بن الخطاب، ومسجد فاطمة الزهراء حيث تبلغ مساحته ما يقارب ال 1000 متر تتسع ل 900 شخص تقريبًا، حيث يعد هذا المسجد أكبر مسجد في الضفة الغربية بدون أعمدة بالوسط.

## المواقع الأثرية
يوجد في القرية العديد من المواقع الأثرية منها:
- بقايا معصرة قديمة وسط القرية.
- مقام الشيخ أحمد ويقع وسط القرية وهو مقام إسلامي إذ يوجد به قبر إسلامي وبقايا جدران ومحراب.
- مقام الشيخ عيسى الذي بني فوقا منه المسجد الحالي للقرية.

## الخرب الموجودة في القرية
- تل مسكة.
- تل الفخار.

## انتهاكات الاحتلال الإسرائيلي
يقوم الاحتلال في الوقت الحاضر بأعمال تجريف في أراضي شرقي دير الحطب لصالح توسعة مستوطنة الون موريه التي تم بنائها على أراضي القرية، في منطقة رأس العين التي تقع فوق النبعة التي تم الاستيلاء عليها سابقًا وتم نصب كرفانات فيمها، سيخسر أهالي القرية أكثر من 8 آلاف دونم لصالح المستوطنات.
في الفترة من عام 2002 إلى عام 2007، حظرت قوات الدفاع الإسرائيلية على القرويين العمل في أراضيهم، وبدأ المستوطنون في زراعة أشجار زيتون وعنب جديدة على قطع أراضي خاصة، وفي يناير 2007، أصدر اللواء يائير نافيه أمرًا قضائيًا يقضي بمنع الاستخدام التخريبي، مما يسمح للسلطات الفلسطينية بإبعاد المستوطنين الذين شاركوا في الزراعة غير القانونية للأراضي المحلية في السنوات الثلاث السابقة، ولم يمنع القرار المستوطنين من الاستيلاء على أراضي دير الحطب، وفقًا لأميرة هاس، وغالبًا ما لا يتم تنفيذ الأوامر القضائية. في عام 2007، قام مستوطنون إسرائيليون من مستوطنة إيلون موريه بوضع بركة سباحة بلاستيكية بجانب النبع الذي يزود قرية دير الحطب بنحو 40% من مياه الشرب التي تحتاجها، وقاموا بتحويل المياه من النبع إلى بركتهم، ثم عادت مياه الصرف الصحي الملوثة من هذا المسبح إلى مياه الشرب في دير الحطب.
في نوفمبر 2021، قُتل الطفل محمد دعدس الذي قيل إنه يبلغ من العمر 13 أو 15 عامًا، برصاصة في البطن على يد جندي إسرائيلي في دير الحطبوأدان رئيس الوزراء الفلسطيني محمد اشتية عملية القتل ووصفها بأنها إرهاب دولة.